# Tournoi d'ouverture du championnat du Salvador de football 2021
Navigation
Tournoi précédent Tournoi suivant
Le tournoi Apertura 2021 est le quarante-septième tournoi saisonnier disputé au Salvador. C'est cependant la 94e fois que le titre de champion du Salvador est remis en jeu.
Lors de ce tournoi, le CD FAS tente de conserver son titre de champion du Salvador face aux onze meilleurs clubs salvadoriens. L'Alianza FC remporte en finale face au Platense Municipal son seizième titre et se qualifie pour la Ligue de la CONCACAF 2022.

## Les douze équipes participantes
| \| Águila Jocoro Alianza Atlético Marte FAS Isidro-Metapan Santa Tecla Chalatenango Platense Limeño Luis Ángel Firpo Once Deportivo \| Localisation des équipes. |
| Águila Jocoro Alianza Atlético Marte FAS Isidro-Metapan Santa Tecla Chalatenango Platense Limeño Luis Ángel Firpo Once Deportivo                                 |

Ce tableau présente les douze équipes qualifiées pour disputer le championnat 2021-2022. On y trouve le nom des clubs, le nom des stades dans lesquels ils évoluent ainsi que la capacité et la localisation de ces derniers.
| Club                | Ville              | Stade                        | Capacité |
| CD Águila           | San Miguel         | Stade Juan Francisco Barraza | 10 000   |
| Alianza FC          | San Salvador       | Stade Cuscatlán              | 53 400   |
| Atlético Marte      | San Salvador       | Stade Cuscatlán              | 53 400   |
| CD Chalatenango     | Chalatenango       | Stade José Gregorio Martínez | 15 000   |
| CD FAS              | Santa Ana          | Stade Oscar Quiteño          | 15 000   |
| AD Isidro-Metapan   | Metapán            | Stade Jorge Calero Suárez    | 8 000    |
| Jocoro FC (en)      | Jocoro             | Complexe Tierra de Fuego     | 15 000   |
| Luis Ángel Firpo    | Usulután           | Stade Sergio Torres          | 10 000   |
| CD Municipal Limeño | Santa Rosa de Lima | Stade Jose Ramon Flores      | 5 000    |
| Once Deportivo      | Ahuachapán         | Stade Arturo Simeón Magaña   | 4 000    |
| Santa Tecla FC      | Santa Tecla        | Stade Las Delicias           | 3 000    |
| Platense Municipal  | Zacatecoluca       | Stade Antonio Toledo Valle   | 6 200    |

## Compétition
Le tournoi Apertura retrouve son format habituel, en deux phases :
- La phase de qualification : les vingt-deux journées de championnat.
- La phase finale : les matchs aller-retour allant des quarts de finale.

### Phase de qualification
Lors de la phase de qualification les douze équipes affrontent à deux reprises les onze autres équipes selon un calendrier tiré aléatoirement.
Les deux meilleures équipes sont qualifiées pour les demi-finales tandis que les quatre équipes suivantes au classement sont qualifiées pour les quarts-de-finale.
Le classement est établi sur le barème de points classique (victoire à 3 points, match nul à 1, défaite à 0).
Le départage final se fait selon les critères suivants :
- Le nombre de points.
- La différence de buts générale.
- Le nombre de buts marqué.

| Rang | Équipe               | Pts | J  | G  | N  | P  | Bp | Bc | Diff |
| ---- | -------------------- | --- | -- | -- | -- | -- | -- | -- | ---- |
| 1    | Alianza FC           | 51  | 22 | 16 | 3  | 3  | 48 | 19 | +29  |
| 2    | CD FAS T             | 38  | 22 | 11 | 5  | 6  | 33 | 20 | +13  |
| 3    | Luis Ángel Firpo     | 35  | 22 | 9  | 8  | 5  | 36 | 28 | +8   |
| 4    | Once Deportivo       | 35  | 22 | 9  | 8  | 5  | 39 | 32 | +7   |
| 5    | CD Águila            | 34  | 22 | 9  | 7  | 6  | 36 | 27 | +9   |
| 6    | Platense Municipal P | 29  | 22 | 7  | 8  | 7  | 22 | 27 | -5   |
| 7    | CD Chalatenango      | 27  | 22 | 7  | 6  | 9  | 31 | 31 | 0    |
| 8    | Jocoro FC            | 26  | 22 | 5  | 11 | 6  | 31 | 33 | -2   |
| 9    | Atlético Marte       | 25  | 22 | 6  | 7  | 9  | 22 | 30 | -8   |
| 10   | Santa Tecla FC       | 24  | 22 | 6  | 6  | 10 | 23 | 33 | -10  |
| 11   | AD Isidro-Metapan    | 16  | 22 | 3  | 7  | 12 | 16 | 35 | -19  |
| 12   | CD Municipal Limeño  | 14  | 22 | 2  | 8  | 12 | 16 | 38 | -22  |

| Légende : Qualifications et relégations | Légende : Qualifications et relégations          |
| --------------------------------------- | ------------------------------------------------ |
|                                         | Qualifié pour les quarts de finale               |
|                                         | T Tenant du titre P Promu de la saison 2020-2021 |

### Phase finale
Les huit équipes qualifiées sont réparties dans le tableau final d'après leur classement général, le premier affrontant le huitième et ainsi de suite, la même opération est effectuée une fois que l'on connait les quatre demi-finalistes pour le tirage de ce deuxième tour. L'équipe la moins bien classée accueille lors du match aller et la meilleure lors du match retour.
En cas d'égalité lors des deux premiers tours, c'est l'équipe la mieux classée qui se qualifie. Par contre lors de la finale, si les deux équipes sont à égalité sur la somme des deux matchs des prolongations puis une séance de tirs au but ont lieu.

#### Tableau
|  | Quarts de finale           | Quarts de finale           | Quarts de finale     | Quarts de finale     |                      |                      | Demi-finales | Demi-finales | Demi-finales | Demi-finales |  |  | Finale | Finale | Finale | Finale |
|  |                            |                            |                      |                      |                      |                      |              |              |              |              |  |  |        |        |        |        |
|  |                            |                            |                      |                      |                      |                      |              |              |              |              |  |  |        |        |        |        |
|  |                            |                            |                      |                      |                      |                      |              |              |              |              |  |  |        |        |        |        |
|  | 1 Alianza FC               | 1 Alianza FC               | 3                    | 1                    |                      |                      |              |              |              |              |  |  |        |        |        |        |
|  | 1 Alianza FC               | 1 Alianza FC               | 3                    | 1                    |                      |                      |              |              |              |              |  |  |        |        |        |        |
|  | 8 Jocoro FC                | 8 Jocoro FC                | 2                    | 0                    |                      |                      |              |              |              |              |  |  |        |        |        |        |
|  | 8 Jocoro FC                | 8 Jocoro FC                | 2                    | 0                    | 1 Alianza FC         | 1 Alianza FC         | 1            | 2            |              |              |  |  |        |        |        |        |
|  |                            |                            |                      |                      | 1 Alianza FC         | 1 Alianza FC         | 1            | 2            |              |              |  |  |        |        |        |        |
|  |                            |                            | 4 Once Deportivo     | 4 Once Deportivo     | 1                    | 0                    |              |              |              |              |  |  |        |        |        |        |
|  | 4 Once Deportivo t. a. b.  | 4 Once Deportivo t. a. b.  | 4 Once Deportivo     | 4 Once Deportivo     | 1                    | 0                    | 1            | 0 (4)        |              |              |  |  |        |        |        |        |
|  | 4 Once Deportivo t. a. b.  | 4 Once Deportivo t. a. b.  |                      |                      |                      |                      |              | 0 (4)        |              |              |  |  |        |        |        |        |
|  | 5 CD Águila                | 5 CD Águila                | 1                    | 0 (3)                |                      |                      |              |              |              |              |  |  |        |        |        |        |
|  | 5 CD Águila                | 5 CD Águila                | 1                    | 0 (3)                | 1 Alianza FC         | 1 Alianza FC         | 2            | 2            |              |              |  |  |        |        |        |        |
|  |                            |                            |                      |                      | 1 Alianza FC         | 1 Alianza FC         | 2            | 2            |              |              |  |  |        |        |        |        |
|  |                            |                            | 6 Platense Municipal | 6 Platense Municipal | 1                    | 1                    |              |              |              |              |  |  |        |        |        |        |
|  | 3 Luis Ángel Firpo         | 3 Luis Ángel Firpo         | 6 Platense Municipal | 6 Platense Municipal | 1                    | 1                    | 2            | 1            |              |              |  |  |        |        |        |        |
|  | 3 Luis Ángel Firpo         | 3 Luis Ángel Firpo         |                      |                      |                      |                      |              |              |              |              |  |  |        |        |        |        |
|  | 6 Platense Municipal       | 6 Platense Municipal       | 2                    | 2                    |                      |                      |              |              |              |              |  |  |        |        |        |        |
|  | 6 Platense Municipal       | 6 Platense Municipal       | 2                    | 2                    | 6 Platense Municipal | 6 Platense Municipal | 1            | 1            |              |              |  |  |        |        |        |        |
|  |                            |                            |                      |                      | 6 Platense Municipal | 6 Platense Municipal | 1            | 1            |              |              |  |  |        |        |        |        |
|  |                            |                            | 7 CD Chalatenango    | 7 CD Chalatenango    | 1                    | 0                    |              |              |              |              |  |  |        |        |        |        |
|  | 2 CD FAS                   | 2 CD FAS                   | 7 CD Chalatenango    | 7 CD Chalatenango    | 1                    | 0                    | 0            | 1 (2)        |              |              |  |  |        |        |        |        |
|  | 2 CD FAS                   | 2 CD FAS                   |                      |                      |                      |                      |              | 1 (2)        |              |              |  |  |        |        |        |        |
|  | 7 CD Chalatenango t. a. b. | 7 CD Chalatenango t. a. b. | 0                    | 1 (4)                |                      |                      |              |              |              |              |  |  |        |        |        |        |
|  | 7 CD Chalatenango t. a. b. | 7 CD Chalatenango t. a. b. | 0                    | 1 (4)                |                      |                      |              |              |              |              |  |  |        |        |        |        |
|  |                            |                            |                      |                      |                      |                      |              |              |              |              |  |  |        |        |        |        |

#### Quarts de finale
| Équipe           | Aller | Retour | Équipe             | Commentaire       |
| Alianza FC       | 3 - 2 | 1 - 0  | Jocoro FC          |                   |
| CD FAS           | 0 - 0 | 1 - 1  | CD Chalatenango    | Tirs au but : 2-4 |
| Luis Ángel Firpo | 2 - 2 | 1 - 2  | Platense Municipal |                   |
| Once Deportivo   | 1 - 1 | 0 - 0  | CD Águila          | Tirs au but : 4-3 |

#### Demi-finales
| Équipe             | Aller | Retour | Équipe          | Commentaire |
| Alianza FC         | 1 - 1 | 2 - 0  | Once Deportivo  |             |
| Platense Municipal | 1 - 1 | 1 - 0  | CD Chalatenango |             |

#### Finale
| 19 décembre 2021 | Alianza FC                                    | 2 - 1   | Platense Municipal   | Stade Cuscatlán, San Salvador |                            |
|                  | Duvier Riascos 36e 69e · Duvier Riascos 90+5e | (1 - 0) | 54e Víctor Landazuri | Arbitrage : Ismael Cornejo    | Arbitrage : Ismael Cornejo |
|                  | Rapport                                       |         |                      | Arbitrage : Ismael Cornejo    | Arbitrage : Ismael Cornejo |

| Vainqueur du Tournoi Apertura 2021 Alianza FC 16e titre |

## Statistiques

### Buteurs
| Rang | Nom            | Équipe           | Buts |
| 1    | Duvier Riascos | Alianza FC       | 16   |
| 2    | Jomal Williams | Luis Ángel Firpo | 13   |
| 3    | Kemal Malcolm  | CD Chalatenango  | 11   |
| 3    | Rodolfo Zelaya | Alianza FC       | 11   |

## Bilan du tournoi
| Tournoi d'ouverture du championnat de football du Salvador 2021 |                        |
| Champion                                                        | Alianza FC (16e titre) |
| Dauphin                                                         | Platense Municipal     |
| Qualifications continentales                                    |                        |
| Ligue de la CONCACAF 2022 (Huitièmes de finale)                 | Alianza FC             |
| Ligue de la CONCACAF 2022 (Tour préliminaire)                   | Platense Municipal     |